# Nora Ephron
Nora Ephron (ur. 19 maja 1941 w Nowym Jorku, zm. 26 czerwca 2012 tamże) – amerykańska pisarka, dziennikarka, scenarzystka i reżyserka filmowa.
Absolwentka Wellesley College (1962). Laureatka nagrody Brytyjskiej Akademii Filmowej, w kategorii Najlepszy scenariusz oryginalny, za film Kiedy Harry poznał Sally (1990).
W 1987 poślubiła pisarza i scenarzystę Nicholasa Pileggiego.

## Filmografia

### Scenariusz
- 2009: Julie i Julia (Julie & Julia)
- 2005: Czarownica (Bewitched)
- 2000: Gorąca linia (Hanging Up)
- 1998: Masz wiadomość (You've Got Mail)
- 1996: Michael
- 1994: Wariackie święta (Mixed Nuts)
- 1993: Bezsenność w Seattle (Sleepless in Seattle)
- 1992: To jest moje życie (This Is My Life)
- 1990: Moje błękitne niebo (My Blue Heaven)
- 1989: Cookie
- 1989: Kiedy Harry poznał Sally (When Harry Met Sally...)
- 1986: Zgaga (Heartburn)
- 1983: Silkwood
- 1978: Perfect Gentlemen

### Reżyser
- 2009: Julie i Julia (Julie & Julia)
- 2005: Czarownica (Bewitched)
- 2000: Numer stulecia (Lucky Numbers)
- 1998: Masz wiadomość (You've Got Mail)
- 1996: Michael
- 1994: Wariackie święta (Mixed Nuts)
- 1993: Bezsenność w Seattle (Sleepless in Seattle)
- 1992: To jest moje życie (This Is My Life)